# Railway Museum (Saitama)
Le Railway Museum (鉄道博物館, Tetsudō Hakubutsukan) est un musée ferroviaire situé dans l'arrondissement d'Ōmiya à Saitama, au Japon.
Le musée est la propriété de la East Japan Railway Company Foundation, un organisme sans but lucratif dépendant de la East Japan Railway Company (JR East).

## Histoire
Le Railway Museum fut construit pour célébrer le vingtième anniversaire de création de la JR East. Il est le successeur du musée des transports (交通博物館, Kōtsū Hakubutsukan) situé dans l'arrondissement de Chiyoda à Tokyo. Ce dernier ferma le 14 mai 2006 et les collections furent transférées dans le nouveau musée. L'ouverture au public eut lieu le 14 octobre 2007.
Une extension du musée a ouvert le 5 juillet 2018.

## Collection

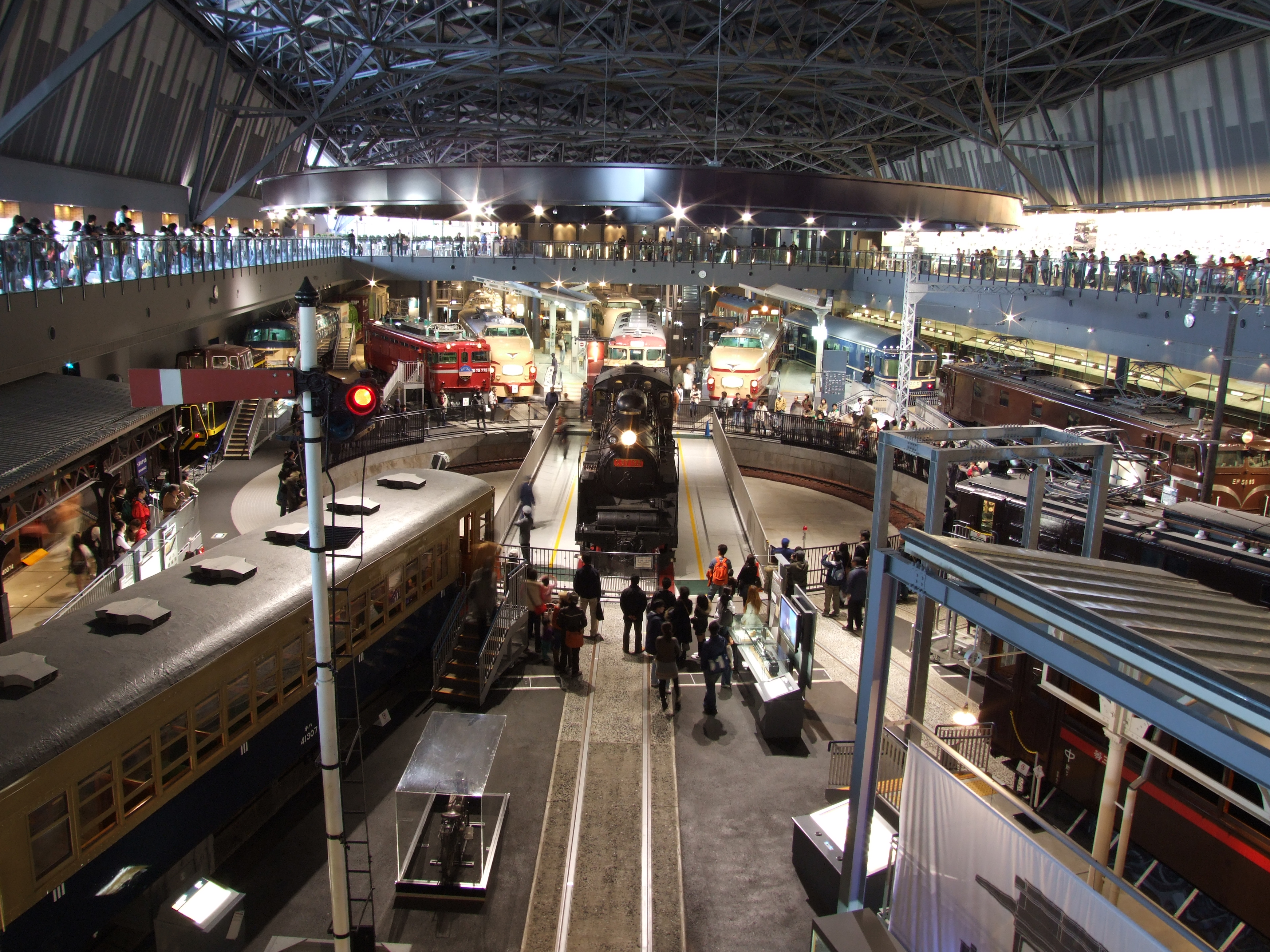
Hall principal du musée

La plupart du matériel exposé se trouve dans le hall principal. L'extension ouverte en 2018 contient principalement des Shinkansen. Le reste du musée comprend des espaces d'exposition expliquant les techniques ferroviaires, un réseau de trains miniatures et des simulateurs de conduite.
Le musée comporte également une partie en extérieur, avec de véritables voies de chemin de fer et des "mini-trains" accessibles aux enfants.
La terrasse permet d'admirer les Shinkansen de la ligne Tōhoku qui jouxte le musée.

### Locomotives

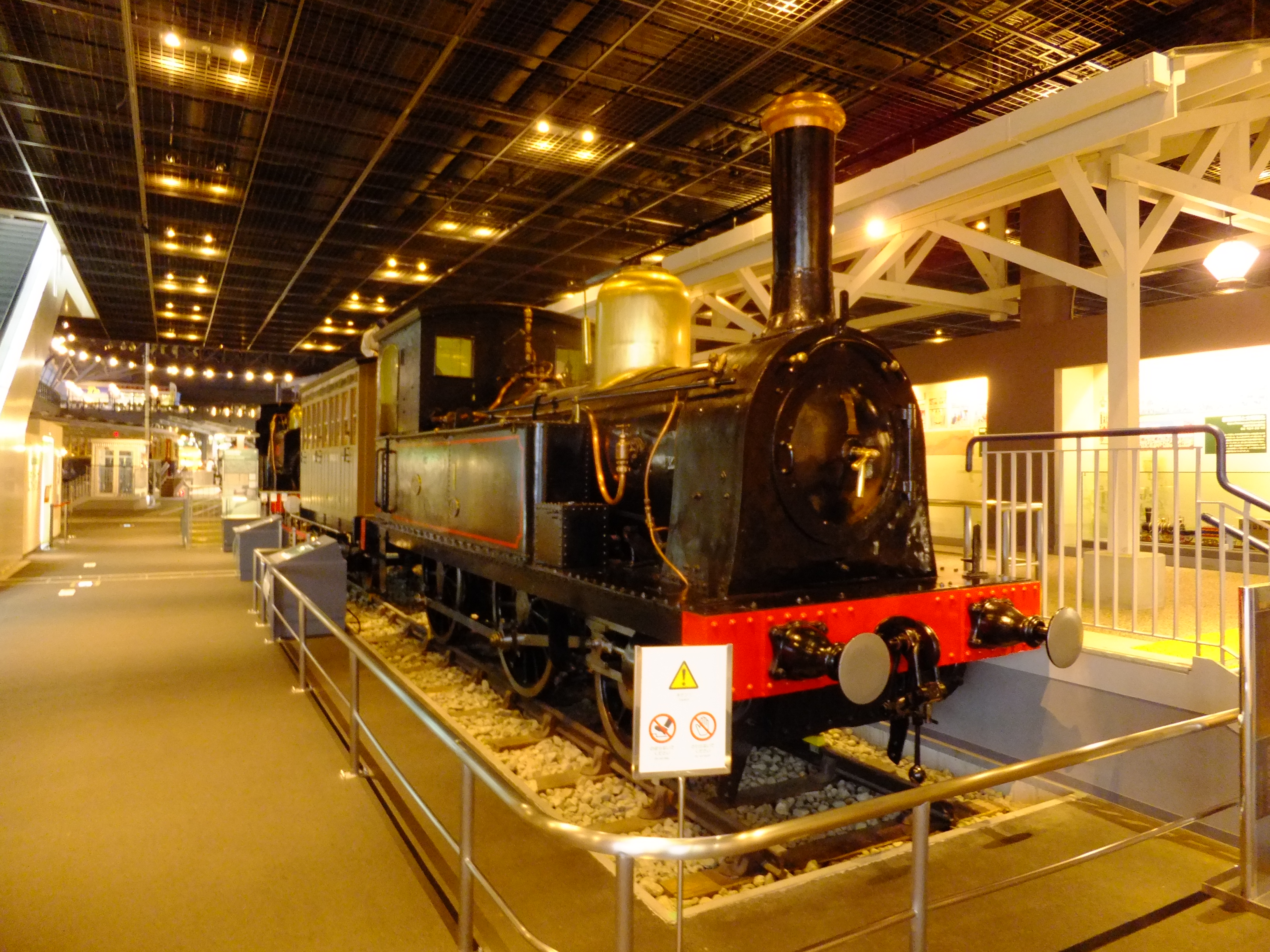
JGR class 150 no 1

| Classe             | Numéro   | Type                  | Année de construction | Remarques                                                                                        |
| ------------------ | -------- | --------------------- | --------------------- | ------------------------------------------------------------------------------------------------ |
| Classe 150         | 1        | Locomotive à vapeur   | 1871                  | Première locomotive qui a circulé au Japon Bien culturel important Monument ferroviaire national |
| Classe 7100 Benkei | 7101     | Locomotive à vapeur   | 1880                  | Monument ferroviaire national                                                                    |
| Classe 1290 Zenko  | 1292     | Locomotive à vapeur   | 1881                  | Monument ferroviaire national                                                                    |
| Classe 9850 Mallet | 9856     | Locomotive à vapeur   | 1913                  |                                                                                                  |
| Classe ED40        | ED40 10  | Locomotive électrique | 1921                  | Monument ferroviaire national mineur                                                             |
| Classe ED17        | ED17 1   | Locomotive électrique | 1923                  |                                                                                                  |
| Classe C51         | C51 5    | Locomotive à vapeur   | 1927                  |                                                                                                  |
| Classe EF55        | EF55 1   | Locomotive électrique | 1936                  |                                                                                                  |
| Classe C57         | C57 135  | Locomotive à vapeur   | 1940                  |                                                                                                  |
| Classe D51         | D51 426  | Locomotive à vapeur   |                       | Face avant seulement                                                                             |
| Classe DD13        | DD13 1   | Locomotive diesel     | 1958                  |                                                                                                  |
| Classe EF58        | EF58 89  | Locomotive électrique | 1956                  |                                                                                                  |
| Classe EF66        | EF66 11  | Locomotive électrique | 1968                  |                                                                                                  |
| Classe ED75        | ED75 775 | Locomotive électrique | 1975                  |                                                                                                  |

### Éléments automoteurs

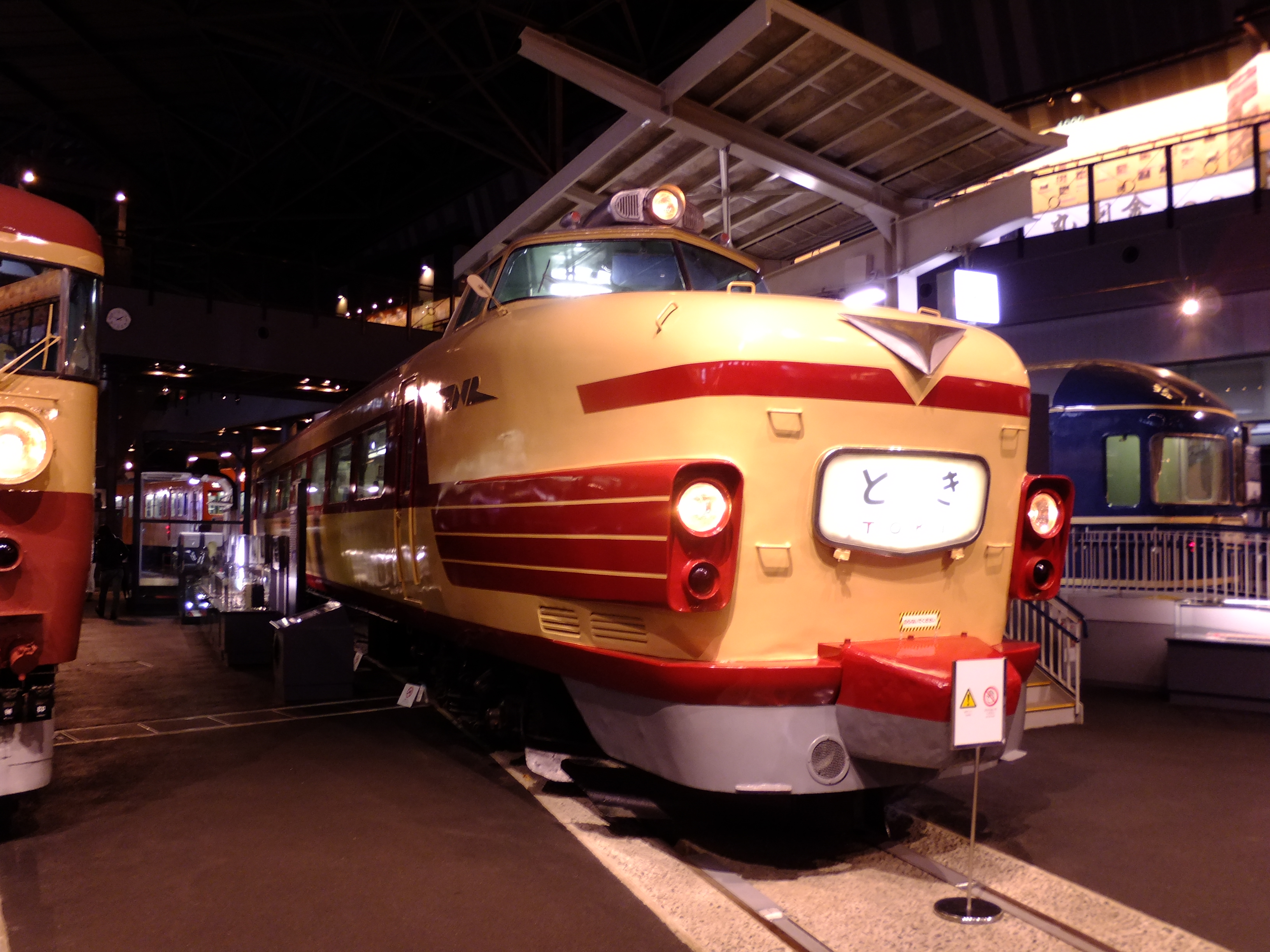
Série 181

| Série            | Numéro   | Type       | Année de construction | Remarques                     |
| ---------------- | -------- | ---------- | --------------------- | ----------------------------- |
| Hanifu 1         | De 968   | Électrique | 1904                  |                               |
| Classe Nade 6110 | 6141     | Électrique | 1914                  | Monument ferroviaire national |
| Kiha 41300       | 41307    | Diesel     | 1933                  |                               |
| Série 40         | 40074    | Électrique | 1936                  |                               |
| Kiha 11          | 11-25    | Diesel     | 1956                  |                               |
| Série 101        | 101-902  | Électrique | 1957                  |                               |
| Série 181        | 181-45   | Électrique | 1965                  |                               |
| Série 183        | 183-1009 | Électrique | 1974                  |                               |
| Série 183        | 183-1020 | Électrique | 1975                  |                               |
| Série 189        | 189-31   | Électrique | 1978                  |                               |
| Série 189        | 188-31   | Électrique | 1978                  |                               |
| Série 455        | 455-1    | Électrique | 1965                  |                               |
| Série 481        | 481-26   | Électrique | 1965                  |                               |
| Série 481        | 484-61   | Électrique | 1968                  |                               |

### Shinkansen

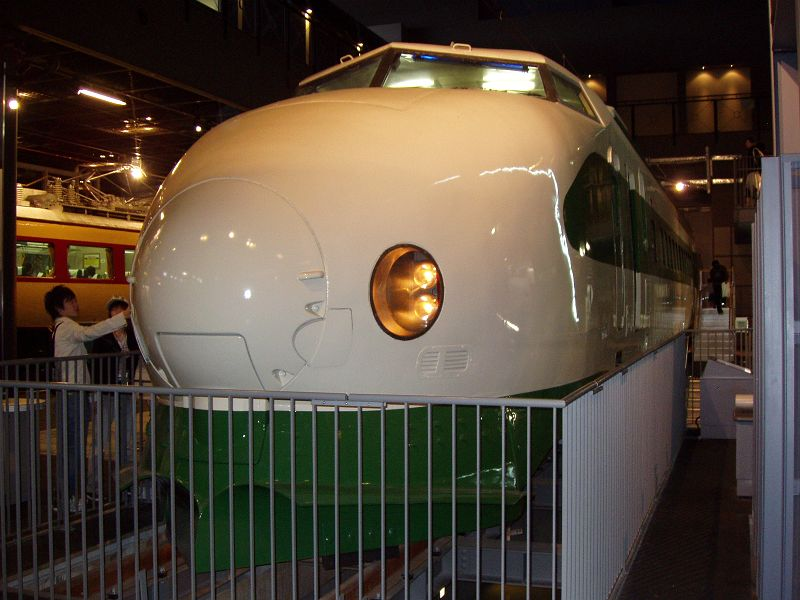
Voiture 222-35 d'un Shinkansen série 200

| Série     | Numéro    | Année de construction | Remarques              |
| --------- | --------- | --------------------- | ---------------------- |
| Série 0   | 21-25     | 1964                  | Cabine avant seulement |
| Série 0   | 21-2      | 1964                  |                        |
| Série 200 | 222-35    | 1982                  |                        |
| Série 400 | 411-3     | 1992                  |                        |
| Série E1  | E153-104  | 1995                  |                        |
| Série E5  | E514-9001 |                       | Maquette               |

### Voitures

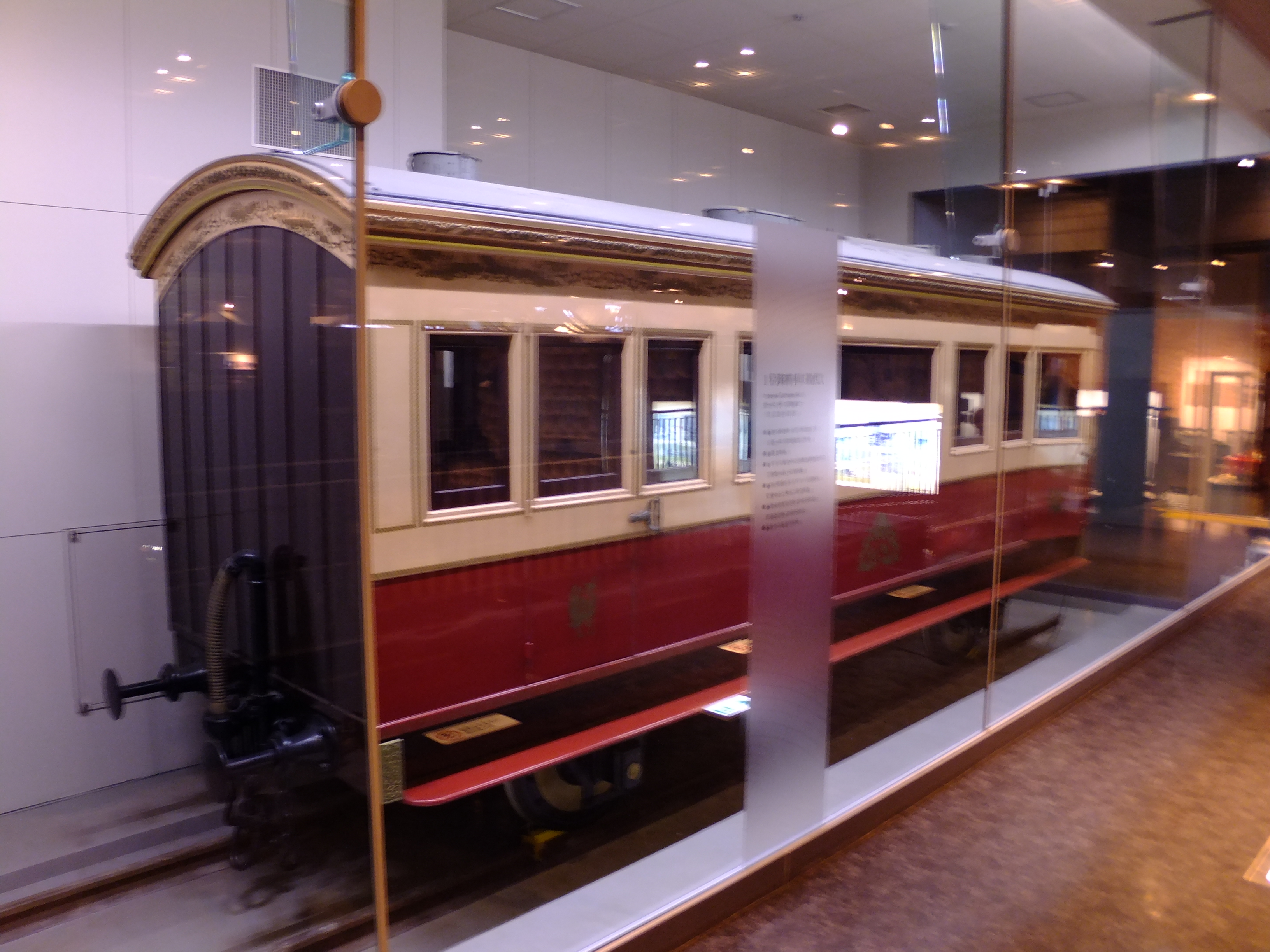
Voiture Impériale no 1

| Classe                 | Numéro | Année de construction | Remarques                                             |
| ---------------------- | ------ | --------------------- | ----------------------------------------------------- |
| Modèle Impérial        | 1      | 1876                  | Bien culturel important Monument ferroviaire national |
| Modèle Impérial        | 2      | 1891                  | Monument ferroviaire national                         |
| Modèle Impérial        | 7      | 1914                  | Monument ferroviaire national                         |
| Modèle Impérial        | 9      | 1914                  | Monument ferroviaire national                         |
| Modèle Impérial        | 10     | 1922                  | Monument ferroviaire national                         |
| Modèle Impérial        | 12     | 1924                  | Monument ferroviaire national                         |
| Kotoku 5010 Kaitakushi | 5010   | 1880                  | Monument ferroviaire national                         |
| Série 31               | 31 26  | 1927                  |                                                       |
| Maite 39               | 39 11  | 1930                  |                                                       |
| Série 20               | 22-1   | 1964                  |                                                       |

### Wagons
| Classe       | Numéro | Année de construction | Remarques          |
| ------------ | ------ | --------------------- | ------------------ |
| Remufu 10000 | 1000   | 1966                  | Wagon frigorifique |
| Koki 50000   | 50000  | 1966                  | Wagon plat         |